# Огненовский, Саша
Саша Огненовский (англ. Saša Ognenovski, макед. Саша Огненовски; род. 3 апреля 1979, Мельбурн) — австралийский футболист, защитник. Обладатель премии «Футболист 2010 года в Азии». Серебряный призёр Кубка Азии 2011 года.

## Карьера

### Клубная
Играть начал за команду «Престон Лайонз» в 1997 году. В 2000 году был продан в «Мельбурн Найтс», где отыграл два года. Вскоре переехал в Грецию, где подписал контракт с командой «Панахаики», но не закрепился в основном составе. В 2003 году вернулся в «Престон Лайонз», но отыграл там только один сезон.
В течение следующих пяти лет Огненовский перепробовал три клуба: «Фоукнер Витллси», «Брисбен Роар» и «Аделаида Юнайтед». В составе команды из Брисбена принял участие в Лиге чемпионов АФК. В одном из матчей не реализовал несколько голевых моментов, вследствие чего тренеру команды пришлось самому ввести мяч в игру, чтобы Огненовский смог забить гол головой, однако Огненовский так и не отличился.
В 2008 году перешёл в команду «Аделаида Юнайтед». 22 ноября 2008 года он провёл свой первый матч за команду и 50-й в A-лиге. Он же забил в том матче свой первый гол за команду из Аделаиды в ворота ФК «Сидней», принеся победу команде со счётом 2:0. Через неделю его удар головой после розыгрыша стандартного положения помог вырвать ничью в матче против «Ньюкасл Юнайтед Джетс». В том же году он стал вторым в списке лучших футболистов Македонии, уступив только Горану Пандеву.
В январе 2009 года Огненовским заинтересовались несколько команд из Южной Кореи. Команда «Соннам Ильва Чунма» предлагала 285 тысяч австраллийских долларов за игрока, однако «Аделаида Юнайтед» не желала отпускать игрока за такую цену и потребовала минимум 570 тысяч долларов. В гонку за приобретение игрока включилась и команда «Сеул», которая отправила в Австралию своих представителей. Впрочем, 13 января 2009 года «Аделаида Юнайтед» согласилась продать македонца в «Соннам Ильва Чунма», но только по окончании сезона 2008/09. После завершения переговоров Огненовский сказал: «Владельцы этого клуба — самые лучшие люди, которых я когда либо встречал, и мне жаль покидать команду. Однако я должен позаботиться о своём будущем и о своей семье, поэтому я готов принять предложение корейского клуба».
В 2010 году Огненовский был назначен капитаном команды во время финала Лиги чемпионов года против иранского клуба «Зоб Ахан». Он забил первый гол в матче, и корейский клуб выиграл 3:1, а сам Огненовский получил звание футболиста года в Азии.
7 июля 2012 года переходит в катарский клуб «Умм-Салаль». Дебютировал за свой новый клуб 20 октября 2012 года в матче чемпионата Катара против клуба «Аль-Харитият».
4 февраля 2014 года возвращается в А-лигу, подписав контракт с клубом «Сидней». Свой переход мотивировал тем, что хочет находиться на виду у тренера сборной Анге Постекоглу. Дебютировал за клуб 15 февраля 2014 в матче против клуба «Перт Глори», первый гол за клуб забил с передачи Алессандро Дель Пьеро в матче против «Ньюкасл Джетс» 22 февраля 2014.
3 июня 2015 года покинул клуб, так ка контракт с ним продлен не был.

### В сборной
Огненовский мог быть заигранным за сборную Македонии или Австралии. Он пытался пройти в основной состав Австралии во время отбора на Кубок Азии, но безуспешно. В 2009 году Сречко Катанец вызвал Огненовского в сборную Македонии на матч против Молдовы, который должен был пройти 11 февраля, однако тот так и не приехал. Пим Вербеек отказывался брать игрока и не думал его включать даже в качестве запасного на чемпионат мира. Только новый тренер, Хольгер Осиек, всё-таки вызвал Сашу на матч против Египта в ноябре 2010 года.

## Достижения

### Клубные
- Лига чемпионов АФК: 2010
- Кубок Южной Кореи: 2011

### Индивидуальные
- Футболист года в Азии: 2010
- Самый полезный игрок Лиги чемпионов АФК: 2010
- Член символической сборной Кей-лиги: 2010